# Głusko Duże-Kolonia
Głusko Duże-Kolonia – kolonia w Polsce położona w województwie lubelskim, w powiecie opolskim, w gminie Karczmiska.
| SIMC    | Nazwa       | Rodzaj        |
| ------- | ----------- | ------------- |
| 1022452 | Kobyla Góra | część kolonii |
| 1022570 | Solec       | część kolonii |

W latach 1975–1998 miejscowość administracyjnie należała do ówczesnego województwa lubelskiego.
Kolonia stanowi sołectwo w gminie Karczmiska.
W Głusku jest położona szkoła podstawowa im. Marii Konopnickiej. Wieś stanowi sołectwo gminy Karczmiska.